# نيد غرابافوي
نيد غرابافوي (بالإنجليزية: Ned Grabavoy)‏ (1 يوليو 1983 بجوليت في الولايات المتحدة - ) هو لاعب كرة قدم أمريكي في مركز الوسط. شارك مع منتخب الولايات المتحدة تحت 20 سنة لكرة القدم. أما مع النوادي، فقد لعب مع ريال سالت ليك وسان خوسيه إيرثكويكس وكولومبوس كرو ولوس أنجلوس غلاكسي ونادي نيويورك سيتي وبورتلاند تمبرز وChicago Fire U-23 ‏.

## روابط خارجية
- نيد غرابافوي على موقع الدوري الأمريكي (الإنجليزية)
- نيد غرابافوي على موقع قاعدة بيانات كرة القدم.إي يو (الإنجليزية)
- نيد غرابافوي على موقع Soccerway.com (الإنجليزية)
- نيد غرابافوي على موقع عالم كرة القدم.نت (الإنجليزية)
- نيد غرابافوي على موقع AS.com (الإسبانية)